# Jack & Jill gegen den Rest der Welt
Jack & Jill gegen den Rest der Welt ist eine amerikanisch-kanadische Filmkomödie aus dem Jahr 2008. Regie führte Vanessa Parise, die auch das Drehbuch mitschrieb, den Film mitproduzierte und eine der Rollen übernahm.

## Handlung
Der 30-jährige Werbemanager Jack lebt in New York City. Er gilt als erfolgreich, ist aber gelangweilt. Er lernt Jill kennen und ist von der ersten Begegnung an von ihr fasziniert. Sie kommen sich näher und es dauert nicht lange, bis Jill in Jacks komfortable Junggesellenwohnung einzieht. Schnell bemerken beide grundlegende Unterschiede in ihrem Lebensstil. Während Jack ein von Erfolg verwöhntes Leben führt ist Jill die spontane und einfache Seele, die nach dem täglichen Glück sucht. Sie engagiert sich für den Tierschutz, trinkt Fairtrade-Kaffee und bringt Jacks geordnetes Leben gehörig durcheinander. Damit ihr Zusammenleben funktioniert, arbeiten Jack und Jill eine Liste der Regeln aus, nach denen sie leben wollen. An erster Stelle ihres Manifestes steht Ehrlichkeit. Jill möchte aber auch, dass ihr Leben ein Märchen ist und sie die Zeit anhalten könnten.
Schon bald fällt Jack auf, dass seine Freundin gelegentlich ohne Erklärung verschwindet. Er forscht nach und stellt fest, dass Jill schwer krank (Mukoviszidose) ist. Wütend wirft er ihr Unehrlichkeit vor und beendet die Beziehung. Doch es dauert nicht lange und er muss einsehen, wie sehr sie ihm fehlt. Zudem hat sie auch sein berufliches Leben durcheinandergebracht, aber auch inspiriert. Seine Art Werbung zu machen, hat sich seit Jills Erscheinen verändert und stellt ihn plötzlich nicht mehr zufrieden. Jack beginnt sie zu suchen und erfährt Jills Freundin Lucy, dass Jill angeblich New York verlassen und mit einem Bus nach Los Angeles gereist ist. Er kündigt seinen Job und will Jill folgen. Unerwartet steht sie jedoch plötzlich vor ihm. Jill hatte bemerkt, wie sehr Jack sich geändert und ihren Regeln unbemerkt eine hinzugefügt hatte: Sei immer bereit zu deinen Fehlern zu stehen. Beide entschuldigen sich gegenseitig und sie versöhnen sich.

## Kritiken
„Romantische Komödie mit melodramatischen Untertönen, die allzu schnell in vertrauten Bahnen verläuft, nachdem die Grundstruktur dargelegt ist.“

## Hintergründe
Der Film wurde in Toronto gedreht. Seine Weltpremiere fand am 12. Februar 2008 auf dem European Film Market statt. Die US-Premiere folgte am 4. April 2008. Die breite Veröffentlichung in den Kinos der USA begann am 11. April 2008.